# Astarac

Armoriale dei conti d'Astarac

L'Astarac è un territorio situato in Guascogna, a sud del dipartimento di Gers e a nord del dipartimento Alti Pirenei.

## Confini
L'Astarac condivide i suoi confini a nord-ovest con l'Armagnac, a ovest con la Rivière-Basse e la Bigorre, a sud-est con la Magnoac (della Contea di Aure) e, infine ad est con la Contea di Savès.

## Città principali
L'Astarac annovera sul proprio territorio, tra le altre, le seguenti cittadine: Mirande, Masseube, Miélan, Pavie, Idrac-Respaillès, Castelnau-Barbarens, Berdoues-Ponsampère, Mont-d'Astarac, Miramont-d'Astarac, Laas d'Astarac, Fontrailles.

## Etimologia

Carta dei feudi di Guascogna, intorno all’anno 1150

Astarac, nel Medioevo Asteriacum, Asteirac, è, in prima battuta, come il suo omonimo Estirac, un nome di origine gallo-romana derivato dal nome locale Aster (Uciando Aster, Dato Aster, Sancio Aster, Atton Aster sono nomi storici di persona documentati, i primi tre in Bigorre, il quarto a  Lézat-sur-Lèze). Il paese chiamato Asté, presso Beaucens, deriva da un precedente Aster.

## Geografia
Lungo tutto l'altopiano di Lannemezan l'Astarac è un territorio molto collinare, caratterizzato da un terreno argilloso, attraversato da diversi fiumi tra cui il Baïse e Gers. L'habitat è frammentato. Le principali attività economiche sono legate all'allevamento.

## Storia
La città  di Mirande, in lingua occitana Bastide, fondata nel 1280, divenne nel 1297 la capitale della Contea di Astarac.
Nel 1307, il conte Boemondo d'Astarac conquistò il “castello di Renso”, dove venne costruita la città murata di Tournay, nella regione degli Alti Pirenei.
Tale luogo rappresentava un nodo strategico tra la Bigorre e la Contea di Aure sul fiume Arros, di fronte al castello di Mauvezin.